# 트루밭쥐
트루밭쥐(Hyperacrius fertilis)는 비단털쥐과에 속하는 설치류의 일종이다. 인도와 파키스탄에서 발견된다.